# Замок Райзинг
Замок Райзинг (англ. Castle Rising) — средневековое фортификационное сооружение в деревне Касл-Райзинг, Норфолк, Англия. Ныне туристическая достопримечательность.

## История

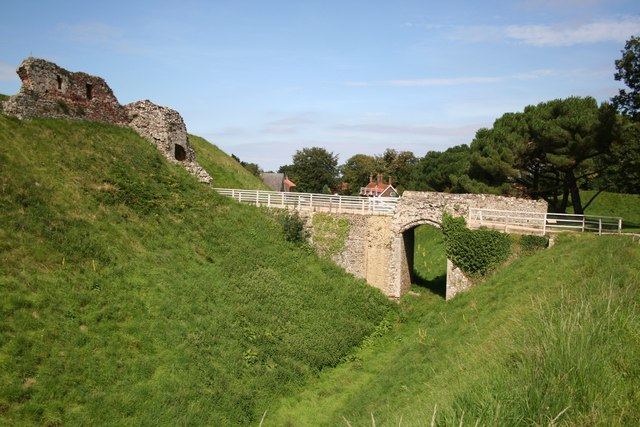
Земляные укрепления внутреннего двора с сохранившейся кирпичной стеной XIV века, сторожкой XII века (слева) и каменным мостом (в центре)

Замок Райзинг был построен вскоре после 1138 года Вильгельмом д’Обиньи, англо-норманнским аристократом и 1-м графом Арундел. Д’Обиньи потратил значительные средства на возведение замка, который представлял собой сочетание крепости и роскошного охотничьего домика, и обустройство обширного оленьего парка. Замком владели потомки графа до 1243 года, когда он перешёл к баронам де Монтальт. Позже Монтальты продали его королеве Изабелле, которая жила там после отстранения от власти в 1330 году. Изабелла расширила замок и проводила здесь свои дни в роскоши, устраивая приёмы для гостей, в том числе своего сына, короля Эдуарда III. После её смерти замок был пожалован её внуку, Эдуарду Чёрному Принцу, и стал частью герцогства Корнуолл .
В течение XV века замок больше ценился за прекрасные охотничьи угодья, а не за военный потенциал. Он пришёл в упадок и, несмотря на возведение новых жилых и хозяйственных помещений, к середине XVI века окончательно пришёл в запустение. Генрих VIII продал его Томасу Говарду, герцогу Норфолку, и тот снёс большинство зданий замка. Лишь в XIX веке, когда в наследство вступили Мэри и Фульк Гревиль Говард, замок был отремонтирован и восстановлен. Учёные викторианской эпохи исследовали это место, и оно было открыто для публики. В 1958 году замок перешёл под управление государства (при этом оставаясь в собственности Говардов), были предприняты дальнейшие работы по поддержанию строения и проведены археологические исследования. В 1998 году фонд «Английское наследие» вернул управление замком его нынешнему владельцу, барону Говарду из Райзинга. Замок остаётся туристической достопримечательностью.

## Архитектура
Райзинг состоит из трёх внутренних дворов, каждый из которых защищён большими земляными валами, общей площадью 5 га, которые археологи Оливер Крейтон и Роберт Хайэм считают одними из самых впечатляющих в Британии. Во внутреннем двору замка находится большая крепость, вероятно построенная по образцу замка Норидж. Он по большей построен в романском стиле и имеет, в том числе, контрфорсы с пилястрами и аркады. Историки Берик Морли и Дэвид Герни считают, что это «одна из лучших из всех нормандских крепостей», а его военная ценность и политическое значение широко обсуждались академиками. Изначально замок был окружён тщательно продуманной садово-парковой зоной, от запланированного города перед замком до оленьего парка и кроличьих угодий, на которые открывался прекрасный вид из покоев лорда в большом замке.